# Рамеш Балсекар
Рамеш Балсекар (англ. Ramesh S. Balsekar; 22 мая 1917 — 27 сентября 2009) — индийский гуру, ученик учителя адвайта-веданты Шри Нисаргадатты Махараджа. С раннего детства Балсекар увлекался адвайта-ведантой, учением о недвойственности.
В основном это были интерпретации адвайты в рамках школы индийского мудреца и пробуждённого Раманы Махарши и учение Вей Ву Вей.
Написал более двадцати книг, был президентом «Банка Индии». Каждый день в своём доме в г. Мумбаи Рамеш Балсекар принимал гостей до конца своих дней.

## Биография
Рамеш Балсекар был хорошо образованным молодым человеком, закончившим Лондонскую школу экономики.
Женился в 1940 году, десять лет был исполнительным директором «Банка Индии» в Бомбее до ухода на пенсию в 1977 году. Три года (1978—1981 гг.) Рамеш был одним из переводчиков на английский Шри Нисаргадатты Махараджа (1897—1981 гг.).
Для Рамеша полное понимание того, что «никто ничего не делает», пришло в 1979 году. После этого Рамеш начал переводить дневные разговоры Нисаргадатты Махараджа и начал самостоятельно принимать гостей и беседовать с ними об адвайте с 1982 года.

## Учение
Рамеш учил одной из традиций индуизма — адвайте, недвойственности. Его учение начинается с идеи Абсолюта, Брахмана, с которого всё возникает.
В то время когда люди считают что они делают какие-то вещи, делают выбор, считая, что у них есть свободная воля, это всё на самом деле иллюзия.
Все деяния исходят от Абсолюта, а личность этого источника — чистое сознание, которое вне состояния выбора.
Эта ложная идентичность, которая вращается вокруг идеи, что «я есть тело» или «я делаю это» не даёт увидеть чистое Сознание. Балсекар учил, что жизнь происходит, но нет индивидуального деятеля.

## Книги
- Один в зеркале (2004), ISBN 978-5-9684-2298-9
- Сознание говорит (1997), ISBN 5-70035-1405-3 (ошибоч.)
- Опыт учения (2003), ISBN 5-901518-09-8
- Сеть драгоценных камней (2004), ISBN 5-901518-26-8
- Так уж случилось, что (2004), ISBN 5-9550-0423-8
- От сознания к сознанию (2005), ISBN 5-98882-008-5
- Рябь на воде (2005), ISBN 5-98882-006-9
- Покой и гармония в повседневной жизни (2007), ISBN 978-5-98882-041-3
- Сознание пишет (2007), ISBN 5-98882-043-3
- Указатели от Нисаргадатты Махараджа (2009), ISBN 978-5-98882-079-6

На английском языке:
- Balsekar, Ramesh S. Explorations into the Eternal: Forays from the Teaching of Nisargadatta Maharaj . 1989. ISBN 0-89386-023-9.
- Balsekar, Ramesh S. Balsekar, Pointers from Nisargadatta Maharaj. 1990 . ISBN 0-89386-033-6.